# Съюз за Пловдив
Съюз за Пловдив е политическа партия в България, регистрирана на 19 април 2011 година. Председател на партията е Дани Каназирева.

## История

### Образоване
Идеята за Съюз за Пловдив се ражда през август 2010 година, когато вече реализирани в професиите си хора се обръщат към Дани Каназирева с идеята да се обединят и променят Пловдив. Първа е Вихра Еремян, след това се присъединяват проф. Ангел Бакърджиев, Николай Няголов, д-р Райна Лахтариева, д-р Теодора Савова и др. Идеята за създаване на сдружение „Съюз за Пловдив“ е представена публично на 22 септември 2010 г. на концерт под мотото „Не на посредствеността, да на независимостта“. Тогава на сцената на Концертна зала за първи път Дани Каназирева и инициаторите застават един до друг, тогава те са 20 души. Към ноември броят на хората, които имат желание да се включат в една нова формация, бореща се за компетентно управление на можещите и знаещите, е вече 400.
На 9 януари 2011 година се сформира Инициативен комитет за регистрирането на Съюз за Пловдив като политическа партия. Учредителното събрание е на 22 януари, като на него присъстват над 500 учредители. Концертна зала е препълнена, прави впечатление присъствието на много млади хора. Единодушно и с много ентусиазъм за лидер на новата партия е избрана Дани Каназирева, а след това и ръководните органи – Изпълнителен и контролен съвет. В следващите месеци членовете на Съюз за Пловдив нарастват до 3670 души.

### Избори
На местните избори през 2011 година партията издига кандидати за кмет на общините Пловдив и Асеновград. В Пловдив, кандидата Дани Каназирева събира 10 650 гласа (7,44 %). Партията печели 4 места в общинския съвет на Пловдив.